# Campamento General Emiliano Zapata
Campamento General Emiliano Zapata är en ort i Mexiko.   Den ligger i kommunen Tecpatán och delstaten Chiapas, i den sydöstra delen av landet, 600 km öster om huvudstaden Mexico City. Campamento General Emiliano Zapata ligger 112 meter över havet och antalet invånare är 773.
Terrängen runt Campamento General Emiliano Zapata är kuperad. Runt Campamento General Emiliano Zapata är det ganska glesbefolkat, med 42 invånare per kvadratkilometer. Närmaste större samhälle är Raudales Malpaso, 12,5 km söder om Campamento General Emiliano Zapata. I omgivningarna runt Campamento General Emiliano Zapata växer huvudsakligen savannskog.